# Сабо, Эрик Владимирович
Эрик Владимирович Сабо (14 августа 1933, Москва, РСФСР — 12 апреля 2017, Москва, Российская Федерация) — советский автомобильный дизайнер, член Союза художников СССР и Союза дизайнеров России. Обладатель десяти авторских свидетельств на внешний вид автомобилей, интерьеры салонов и элементы кузовов. Многие из его проектов воплотились в серийной продукции.

## Биография
В 1957 году окончил Московское художественно-промышленное училище (знаменитая «Строгановка») и был распределён на Завод имени Лихачёва. Для проверки «профпригодности» вчерашнему студенту поручили обновить внешний вид передка советского лимузина ЗИС-110. Новый анфас настолько преобразил устаревшую модель, что дизайнеру сразу же дали серьезное задание — разработать экстерьеры ЗИЛ-130 и ЗИЛ-131.
Настоящим творческим успехом дизайнера стал проект многоместного автомобиля высшего класса. Не имеющая аналогов «Юность» в 1967 году она завоевала главный приз на международной неделе автобусов в Ницце. Расставшись с ЗИЛом по принципиальным причинам (давление со стороны руководства завода по разработке легкового ЗИЛ-111Г), он перешёл в 1962 году в Специальное художественно-конструкторское бюро (СХКБ), где познакомился с талантливым художником Эдуардом Молчановым, создав с ним творческий тандем.
Разработанный ими для Серпуховского мотозавода «джипик» превратился в «инвалидку» СМЗ С3Д. Выполненный дизайнерами апгрейд ЗИЛ-130 был призван освежить примелькавшийся облик пятитонки. Следующий и самый длительный этап его профессиональной деятельности был связан с НАМИ, в котором он возглавил сектор технической эстетики. Дизайн-проекты переднеприводного «Василька», «двухобъемного» таксомотора и интерьера кабины БелАЗа опережали возможности промышленности, раздражая министерское начальство. Проектам обновленного ЛуАЗа и городских автобусов повезло чуть больше: спустя годы они все же воплотились в металле. А вот ереванский фургончик и тяжеловоз КрАЗ-250 не только попали на конвейер, но и принесли своему создателю «Свидетельства на промышленный образец».
Дизайнер был вынужден часто отрываться от кульмана — этого требовала должность заместителя председателя Художественно-конструкторского совета Минавтопрома. Приходилось выезжать на производства для вынесения вердикта — удовлетворяет ли представленное изделие требованиям эстетики. Об авторитете Эрика Сабо говорит также такой факт — в 1987 году он дал рекомендацию для вступления в Союз дизайнеров Юрию Ароновичу Долматовскому, брату знаменитого поэта Евгения Долматовского. С 1965 по 1993 годы работал в НАМИ, где возглавил сектор технической эстетики. Здесь, в числе других автозаводов, сотрудничал с Рижской автобусной фабрикой (РАФ), создал дизайн-проект экспериментального стеклопластикового микроавтобуса, планировавшегося к выпуску в Риге. В конце своей деятельности преподавал курс автомобильного дизайна в МАМИ (1993—2013).
В 2013 году в России был выпущен комплект открыток работ Э. В. Сабо.
В 1959 году создал фантастическую машину для советского художественного фильма «Планета бурь».
Урна с прахом захоронена в колумбарии Новодевичьего кладбища.